# Kanclerze Niemiec
Chronologiczna lista szefów rządu Niemiec

## Związek Północnoniemiecki(1866–1871)
| #                                  | Imię i nazwisko               | Portret | Kadencja     | Kadencja      | Partia polityczna | Partia polityczna |
| #                                  | Imię i nazwisko               | Portret | Od           | Do            | Partia polityczna | Partia polityczna |
| ---------------------------------- | ----------------------------- | ------- | ------------ | ------------- | ----------------- | ----------------- |
| Kanclerz związkowy (Bundeskanzler) |                               |         |              |               |                   |                   |
| 1                                  | Otto von Bismarck (1815–1898) |         | 1 lipca 1867 | 21 marca 1871 |                   | bezpartyjny       |

## Cesarstwo Niemieckie(1871–1918)
| #                               | Imię i nazwisko                                   | Portret | Kadencja             | Kadencja             | Partia polityczna | Partia polityczna | Rząd |
| #                               | Imię i nazwisko                                   | Portret | Od                   | Do                   | Partia polityczna | Partia polityczna | Rząd |
| ------------------------------- | ------------------------------------------------- | ------- | -------------------- | -------------------- | ----------------- | ----------------- | ---- |
| Kanclerz Rzeszy (Reichskanzler) |                                                   |         |                      |                      |                   |                   |      |
| 1                               | Otto von Bismarck (1815–1898)                     |         | 21 marca 1871        | 20 marca 1890        |                   | bezpartyjny       | •    |
| 2                               | Leo von Caprivi (1831–1899)                       |         | 20 marca 1890        | 26 października 1894 | •                 | bezpartyjny       |      |
| 3                               | Chlodwig zu Hohenlohe-Schillingsfürst (1819–1901) |         | 29 października 1894 | 17 października 1900 | •                 | bezpartyjny       |      |
| 4                               | Bernhard von Bülow (1849–1929)                    |         | 17 października 1900 | 14 lipca 1909        | •                 | bezpartyjny       |      |
| 5                               | Theobald von Bethmann Hollweg (1856–1921)         |         | 14 lipca 1909        | 13 lipca 1917        | •                 | bezpartyjny       |      |
| 6                               | Georg Michaelis (1857–1936)                       |         | 14 lipca 1917        | 1 listopada 1917     | •                 | bezpartyjny       |      |
| 7                               | Georg von Hertling (1843–1919)                    |         | 1 listopada 1917     | 30 września 1918     |                   | Zentrum           | •    |
| 8                               | Maksymilian Badeński (1867–1929)                  |         | 3 października 1918  | 9 listopada 1918     |                   | bezpartyjny       | •    |

## Rzesza Niemiecka (Republika Weimarska)(1918–1933)
| #                                                    | Imię i nazwisko                   | Portret              | Kadencja          | Kadencja             | Partia polityczna | Partia polityczna | Rząd |
| #                                                    | Imię i nazwisko                   | Portret              | Od                | Do                   | Partia polityczna | Partia polityczna | Rząd |
| ---------------------------------------------------- | --------------------------------- | -------------------- | ----------------- | -------------------- | ----------------- | ----------------- | ---- |
| Kanclerz Rzeszy (Reichskanzler)                      |                                   |                      |                   |                      |                   |                   |      |
| 1                                                    | Friedrich Ebert (1871–1925)       |                      | 9 listopada 1918  | 13 lutego 1919       |                   | SPD               | •    |
| Prezydent Ministrów Rzeszy (Reichsministerpräsident) |                                   |                      |                   |                      |                   |                   |      |
| 2                                                    | Philipp Scheidemann (1865–1939)   |                      | 13 lutego 1919    | 20 czerwca 1919      |                   | SPD               | •    |
| 3                                                    | Gustav Bauer (1870–1944)          |                      | 21 czerwca 1919   | 14 sierpnia 1919     | •                 | SPD               |      |
| Kanclerz Rzeszy (Reichskanzler)                      |                                   |                      |                   |                      |                   |                   |      |
| (3)                                                  | Gustav Bauer (1870–1944)          |                      | 14 sierpnia 1919  | 26 marca 1920        |                   | SPD               | •    |
| 4                                                    | Hermann Müller (1876–1931)        |                      | 27 marca 1920     | 8 czerwca 1920       | 1                 | SPD               |      |
| 5                                                    | Konstantin Fehrenbach (1852–1926) |                      | 25 czerwca 1920   | 4 maja 1921          |                   | Zentrum           | •    |
| 6                                                    | Joseph Wirth (1879–1956)          |                      | 10 maja 1921      | 25 października 1921 | 1                 | Zentrum           |      |
| 6                                                    | Joseph Wirth (1879–1956)          | 25 października 1921 | 22 listopada 1922 | 2                    |                   | Zentrum           |      |
| 7                                                    | Wilhelm Cuno (1876–1933)          |                      | 22 listopada 1922 | 12 sierpnia 1923     |                   | bezpartyjny       | •    |
| 8                                                    | Gustav Stresemann (1878–1929)     |                      | 13 sierpnia 1923  | 6 października 1923  |                   | DVP               | 1    |
| 8                                                    | Gustav Stresemann (1878–1929)     | 6 października 1923  | 30 listopada 1923 | 2                    |                   | DVP               |      |
| 9                                                    | Wilhelm Marx (1863–1946)          |                      | 30 listopada 1923 | 26 maja 1924         |                   | Zentrum           | 1    |
| 9                                                    | Wilhelm Marx (1863–1946)          | 27 maja 1924         | 15 stycznia 1925  | 2                    |                   | Zentrum           |      |
| 10                                                   | Hans Luther (1879–1962)           |                      | 15 stycznia 1925  | 20 stycznia 1926     |                   | DVP               | 1    |
| 10                                                   | Hans Luther (1879–1962)           | 20 stycznia 1926     | 18 maja 1926      | 2                    |                   | DVP               |      |
| (9)                                                  | Wilhelm Marx (1863–1946)          |                      | 18 maja 1926      | 28 stycznia 1927     |                   | Zentrum           | 3    |
| (9)                                                  | Wilhelm Marx (1863–1946)          | 28 stycznia 1927     | 12 czerwca 1928   | 4                    |                   | Zentrum           |      |
| (4)                                                  | Hermann Müller (1876–1931)        |                      | 28 czerwca 1928   | 27 marca 1930        |                   | SPD               | 2    |
| 11                                                   | Heinrich Brüning (1885–1970)      |                      | 30 marca 1930     | 9 października 1931  |                   | Zentrum           | 1    |
| 11                                                   | Heinrich Brüning (1885–1970)      | 10 października 1931 | 30 maja 1932      | 2                    |                   | Zentrum           |      |
| 12                                                   | Franz von Papen (1879–1969)       |                      | 1 czerwca 1932    | 17 listopada 1932    |                   | Zentrum           | •    |
| 13                                                   | Kurt von Schleicher (1882–1934)   |                      | 3 grudnia 1932    | 28 stycznia 1933     |                   | bezpartyjny       | •    |
| 14                                                   | Adolf Hitler (1889–1945)          |                      | 30 stycznia 1933  | 15 marca 1933        |                   | NSDAP             | •    |

## III Rzesza(1933–1945)
| #                               | Imię i nazwisko                       | Portret | Kadencja         | Kadencja         | Partia polityczna | Partia polityczna | Rząd |
| #                               | Imię i nazwisko                       | Portret | Od               | Do               | Partia polityczna | Partia polityczna | Rząd |
| ------------------------------- | ------------------------------------- | ------- | ---------------- | ---------------- | ----------------- | ----------------- | ---- |
| Kanclerz Rzeszy (Reichskanzler) |                                       |         |                  |                  |                   |                   |      |
| 1                               | Adolf Hitler (1889–1945)              |         | 15 marca 1933    | 30 kwietnia 1945 |                   | NSDAP             | •    |
| 2                               | Joseph Goebbels (1897–1945)           |         | 30 kwietnia 1945 | 1 maja 1945      | •                 | NSDAP             |      |
| 3                               | Lutz Schwerin von Krosigk (1887–1977) |         | 1 maja 1945      | 23 maja 1945     |                   | bezpartyjny       | •    |

## Republika Federalna Niemiec(1949−1990) i zjednoczoneNiemcy (Republika Federalna Niemiec)(od 1990)
W 1949 roku powstały dwa odrębne państwa niemieckie: Republika Federalna Niemiec (RFN) i Niemiecka Republika Demokratyczna (NRD). Poniższa lista przedstawia kanclerzy RFN; na czele rządu NRD stał prezes Rady Ministrów (zob. Premierzy NRD). 3 października 1990 roku NRD została inkorporowana do RFN, w rezultacie czego Niemcy zostały ponownie zjednoczone.
     tymczasowy kanclerz
| #                                  | Imię i nazwisko                  | Portret              | Kadencja             | Kadencja             | Partia polityczna | Partia polityczna | Rząd |
| #                                  | Imię i nazwisko                  | Portret              | Od                   | Do                   | Partia polityczna | Partia polityczna | Rząd |
| ---------------------------------- | -------------------------------- | -------------------- | -------------------- | -------------------- | ----------------- | ----------------- | ---- |
| Kanclerz federalny (Bundeskanzler) |                                  |                      |                      |                      |                   |                   |      |
| 1                                  | Konrad Adenauer (1876–1967)      |                      | 15 września 1949     | 20 października 1953 |                   | CDU               | 1    |
| 1                                  | Konrad Adenauer (1876–1967)      | 20 października 1953 | 29 października 1957 | 2                    |                   | CDU               |      |
| 1                                  | Konrad Adenauer (1876–1967)      | 29 października 1957 | 14 listopada 1961    | 3                    |                   | CDU               |      |
| 1                                  | Konrad Adenauer (1876–1967)      | 14 listopada 1961    | 15 października 1963 | 4                    |                   | CDU               |      |
| 2                                  | Ludwig Erhard (1897–1977)        |                      | 16 października 1963 | 26 października 1965 |                   | bezpartyjny       | 1    |
| 2                                  | Ludwig Erhard (1897–1977)        | 26 października 1965 | 30 listopada 1966    | 2                    |                   | bezpartyjny       |      |
| 3                                  | Kurt Georg Kiesinger (1904–1988) |                      | 1 grudnia 1966       | 21 października 1969 |                   | CDU               | •    |
| 4                                  | Willy Brandt (1913–1992)         |                      | 22 października 1969 | 15 grudnia 1972      |                   | SPD               | 1    |
| 4                                  | Willy Brandt (1913–1992)         | 15 grudnia 1972      | 7 maja 1974          | 2                    |                   | SPD               |      |
| –                                  | Walter Scheel (1919–2016)        |                      | 7 maja 1974          | 2                    | 16 maja 1974      |                   | FDP  |
| 5                                  | Helmut Schmidt (1918–2015)       |                      | 16 maja 1974         | 14 grudnia 1976      |                   | SPD               | 1    |
| 5                                  | Helmut Schmidt (1918–2015)       | 16 grudnia 1976      | 4 listopada 1980     | 2                    |                   | SPD               |      |
| 5                                  | Helmut Schmidt (1918–2015)       | 6 listopada 1980     | 1 października 1982  | 3                    |                   | SPD               |      |
| 6                                  | Helmut Kohl (1930–2017)          |                      | 1 października 1982  | 29 marca 1983        |                   | CDU               | 1    |
| 6                                  | Helmut Kohl (1930–2017)          | 30 marca 1983        | 11 marca 1987        | 2                    |                   | CDU               |      |
| 6                                  | Helmut Kohl (1930–2017)          | 12 marca 1987        | 18 stycznia 1991     | 3                    |                   | CDU               |      |
| 6                                  | Helmut Kohl (1930–2017)          | 18 stycznia 1991     | 17 listopada 1994    | 4                    |                   | CDU               |      |
| 6                                  | Helmut Kohl (1930–2017)          | 17 listopada 1994    | 27 października 1998 | 5                    |                   | CDU               |      |
| 7                                  | Gerhard Schröder (ur. 1944)      |                      | 27 października 1998 | 22 października 2002 |                   | SPD               | 1    |
| 7                                  | Gerhard Schröder (ur. 1944)      | 22 października 2002 | 22 listopada 2005    | 2                    |                   | SPD               |      |
| 8                                  | Angela Merkel (ur. 1954)         |                      | 22 listopada 2005    | 28 października 2009 |                   | CDU               | 1    |
| 8                                  | Angela Merkel (ur. 1954)         | 28 października 2009 | 17 grudnia 2013      | 2                    |                   | CDU               |      |
| 8                                  | Angela Merkel (ur. 1954)         | 17 grudnia 2013      | 14 marca 2018        | 3                    |                   | CDU               |      |
| 8                                  | Angela Merkel (ur. 1954)         | 14 marca 2018        | 8 grudnia 2021       | 4                    |                   | CDU               |      |
| 9                                  | Olaf Scholz (ur. 1958)           |                      | 8 grudnia 2021       | 6 maja 2025          |                   | SPD               | •    |
| 10                                 | Friedrich Merz (ur. 1955)        |                      | 6 maja 2025          | nadal                |                   | CDU               | •    |